# A tintahal és a bálna
A tintahal és a bálna (eredeti cím: The Squid and the Whale) 2005-ös amerikai filmdráma, melynek forgatókönyvírója és rendezője Noah Baumbach, producere pedig Wes Anderson. A főszerepben Jeff Daniels, Laura Linney, Jesse Eisenberg és Owen Kline látható.
A 2005-ös Sundance Filmfesztiválon a film elnyerte a legjobb drámai rendezés és forgatókönyvírás díját, és jelölték a zsűri nagydíjára. Baumbach később Oscar-jelölést kapott a legjobb eredeti forgatókönyv kategóriában. A film hat Independent Spirit Award-jelölést és három Golden Globe-jelölést kapott. A New York-i Filmkritikusok Köre, a Los Angeles-i Filmkritikusok Szövetsége és a National Board of Review az év legjobb forgatókönyvének választotta.

## Cselekmény
Brooklyn, 1986: Bernard Berkman akadémikus és író (Jeff Daniels), valamint nyughatatlan felesége, Joan (Laura Linney) feltörekvő írónő, feladták házasságukat. Két fiuk, a 16 éves Walt (Jesse Eisenberg) és a 12 éves Frank (Owen Kline) magukra maradnak, hogy megküzdjenek zavaros és ellentmondásos érzelmeikkel.

## Szereplők

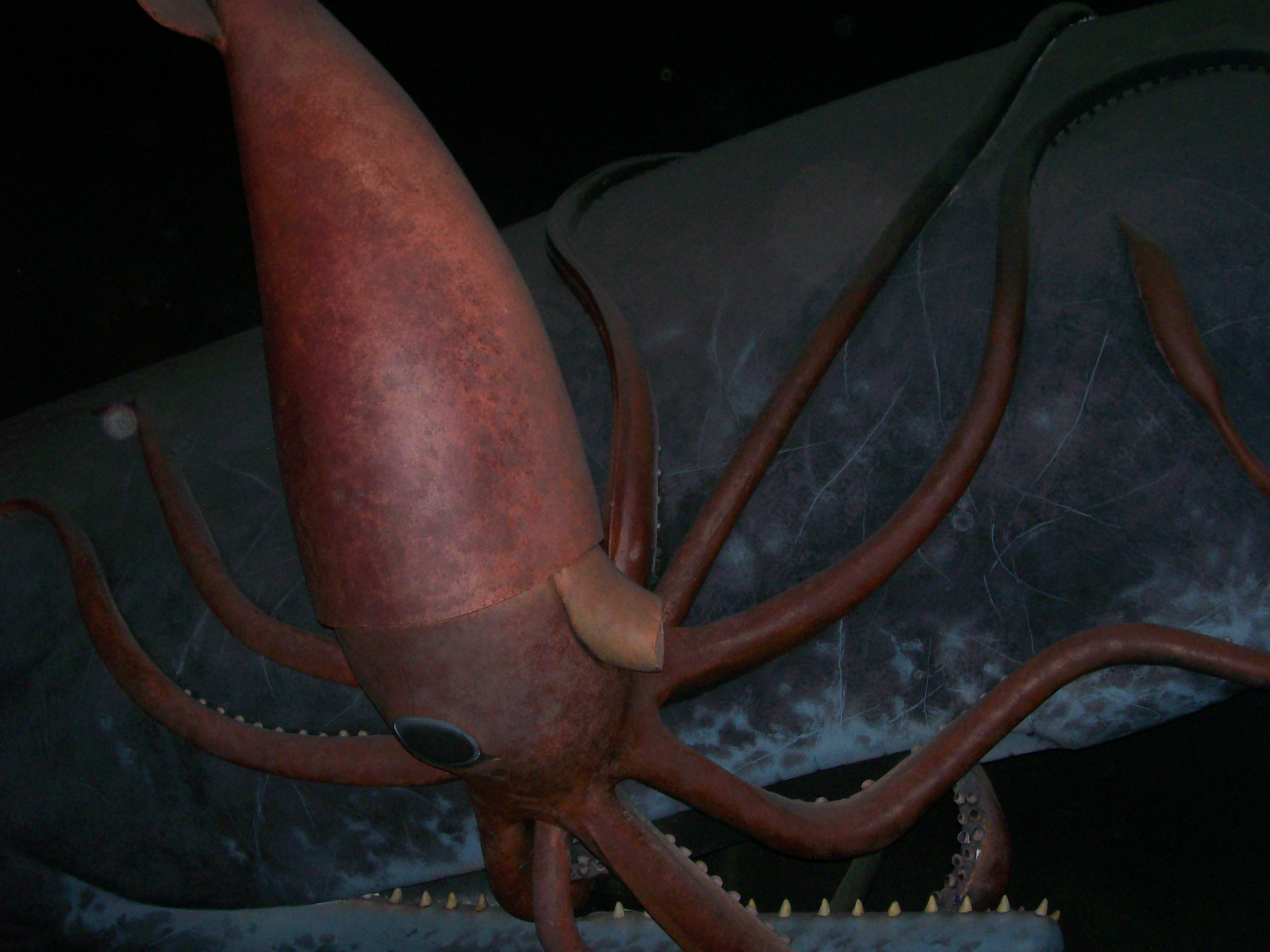
Az Amerikai Természettudományi Múzeum óriás tintahal és bálna kiállítása.

- Jeff Daniels – Bernard Berkman; egy önző és arrogáns író.
- Laura Linney – Joan Berkman; író és hűtlen exfeleség.
- Jesse Eisenberg – Walt Berkman
- Owen Kline – Frank Berkman
- Anna Paquin – Lili
- William Baldwin – Ivan
- Halley Feiffer – Sophie Greenberg
- Ken Leung – iskolai terapeuta
- David Benger – Carl
- Adam Rose – Otto
- Peter Newman – Mr. Greenberg
- Peggy Gormley – Mrs. Greenberg
- Greta Kline – Greta Greenberg
- Maryann Plunkett – Ms. Lemon
- Alexandra Daddario – csinos lány

Bernard Berkman szerepének megformálására Bill Murray, Wes Anderson producer gyakori munkatársa is szóba került. Felmerült az is, hogy John Turturro játssza a szerepet.

## Filmzene
1. "Park Slope" – Britta Phillips & Dean Wareham
2. "Courting Blues" – Bert Jansch
3. "Holland Tunnel" – John Phillips
4. "Lullaby" – Loudon Wainwright III
5. "Heart Like a Wheel" – Kate & Anna McGarrigle
6. "The Bright New Year" – Bert Jansch
7. "Drive" – The Cars
8. "Let's Go" – The Feelies
9. "Figure Eight" – Blossom Dearie
10. "Come Sing Me a Happy Song to Prove We All Can Get Along the Lumpy, Bumpy, Long & Dusty Road" – Bert Jansch
11. "Hey You " – Pink Floyd (Előadó: Dean Wareham)
12. "Family Conference" – Britta Phillips & Dean Wareham
13. "Street Hassle" – Lou Reed
14. "The Swimming Song" – Loudon Wainwright III
15. "Love on a Real Train" – Tangerine Dream

## Médiakiadás
A film 2006. március 21-én jelent meg DVD-n a Sony Pictures Home Entertainment kiadásában. A DVD tartalmaz egy 45 perces kommentárfilmet Noah Baumbach rendezővel, egy másik 40 perces kommentárfilmet Baumbach és Phillip Lopate közreműködésével, valamint interjúkat a szereplőkkel és előzeteseket. A Mill Creek Entertainment 2013-ban adta ki a filmet először Blu-rayen a Kés, villa, olló című filmmel egy 2 részes kiszerelésben. A Blu-ray kiadáshoz minden extrát kihagytak.
A Criterion Collection 2016. november 22-én újra kiadta a filmet DVD-n és Blu-rayen, amely új interjúkat tartalmazott Baumbach-hao és a színészekkel, Jeff Danielsszel, Jesse Eisenberggel, Owen Kline-nal és Laura Linney-vel.